# 瓦卢夫
瓦卢夫是德国黑森州的一个市镇。总面积6.74平方公里，总人口5523人，其中男性2687人，女性2836人（2011年12月31日），人口密度819人/平方公里。